# Швейцарська біла вівчарка
Біла швейцарська вівчарка (англ. Berger Blanc Suisse нім. Berger Blanc Suisse, фр. Berger blanc suisse, італ. Pastore svizzero bianco) — вівчарська порода собак білого кольору.

## Історія

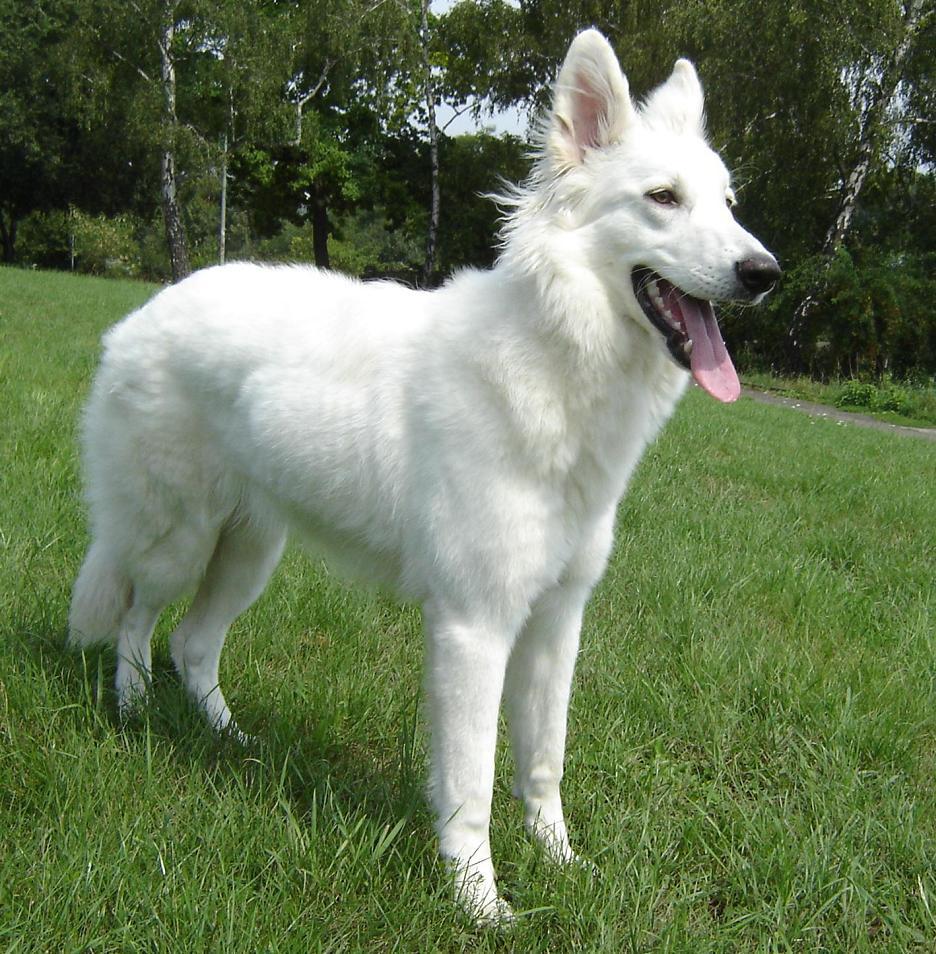
Біла швейцарська вівчарка

Собаки білого кольору здавна були відмінними пастухами, адже такого собаку не можна сплутати з вовком, що напав на стадо. Біле забарвлення спочатку зустрічалося у німецьких вівчарок. У Європі його вважали недоліком і вибраковували таких собак. Білі вівчарки іммігрували за море, вони прижилися в США, а пізніше і в Канаді, де були організовані клуби білої німецької вівчарки. Перші чистокровні вівчарки були завезені в Швейцарію досить пізно із-за океану. На початку 70-х років XX століття Швейцарська біла вівчарка отримала свій «особливий» статус і була занесена в реєстр як окрема порода, хоча в Європі на той момент чистокровні вівчарки з Америки набули широкого поширення. Варто віддати належне передбачливим швейцарським заводчикам: зараз у світі саме швейцарська порода є еталоном білих вівчарок. Ця порода довгий час називалася американсько-канадською, допоки швейцарці не зареєстрували її у FCI. Цей собака менш азартний, збудливий і агресивний, ніж німецька вівчарка, він може бути ідеальним компаньйоном, м'яким, слухняним, легко навчатися за різноманітними програмами. З них виходять чудові собаки-рятувальники, терапевти, поводирі, вони успішно справляються із розшуковою службою.

## Зовнішній вигляд
Біла швейцарська вівчарка — собака міцний, активний, сильний, з дуже легкими й вільними рухами. Шерсть щільна, густа, з добре розвиненим підшерстям. У псів характерна наявність волосся, що утворює гриву й очоси.

## Призначення і характер
У Європі швейцарська біла вівчарка частіше використовується як пастуший собака за містом і охоронець в квартирі. Біла швейцарська вівчарка — собака, що не проявляє зайвої агресії, але між тим є відмінним охоронцем. Дуже добре ставиться до дітей і стане для них найкращою нянею. Собаку можна дресувати самому — вона легко піддається дресируванню і може виконувати найскладніші команди. Легко знаходить спільну мову з усіма, хто мешкає у квартирі: від членів родини до сіамських котів. Дуже ласкава і чуйна до домашніх мешканців. У сім'ї такого собаку люблять, а гості не бояться бути покусаними. Характер швейцарської білої вівчарки не викликає занепокоєння — представники цієї породи спокійно реагують на провокації. Гавкіт лунає тільки у разі реальної загрози або при появі у квартирі незнайомої людини.
Такий собака зайвий раз не метушитиметься і, якщо це все ж відбувається, слід звернути увагу на його зовнішній вигляд або придивитися до свого оточення. Зі швейцарською білою вівчаркою обов'язково слід якомога частіше грати — це її улюблене проведення часу.